# 隠公 (邾)
隠公（いんこう、生没年不詳）は、春秋時代の邾の君主。姓は曹、諱は益。

## 生涯
紀元前507年、邾の荘公が死去すると、翌年に隠公は即位した。晋の定公を盟主として、召陵に会盟した。紀元前495年、魯に亡命した。紀元前487年、隠公は魯から帰国したところを、呉王夫差の派遣した大宰子余の軍に討たれ、楼台に幽閉された。大子革（桓公）が政務を執った。紀元前485年、隠公は魯に亡命し、さらに斉に亡命した。紀元前473年、越に亡命し、越の支援により邾に帰国した。大子革は越に亡命した。紀元前471年、隠公は無道であったため、越に逮捕されて連行された。公子何が擁立された。